# Quattro Giorni di Dunkerque 1990
La Quattro Giorni di Dunkerque 1990, trentaseiesima edizione della corsa, si svolse dal 1º al 6 maggio su un percorso di 956 km ripartiti in 6 tappe (la seconda e la quinta suddivise in due semitappe), con partenza e arrivo a Dunkerque. Fu vinta dall'irlandese Stephen Roche della Histor-Sigma davanti al francese François Lemarchand e al francese Thierry Marie.

## Tappe
| Tappa  | Data      | Percorso                                                | km    | Vincitore di tappa   | Leader cl. generale |
| ------ | --------- | ------------------------------------------------------- | ----- | -------------------- | ------------------- |
| 1ª     | 1º maggio | Dunkerque > Dunkerque                                   | 167,6 | Johan Museeuw        | Johan Museeuw       |
| 2ª-1ª  | 2 maggio  | Dunkerque > Boulogne-sur-Mer                            | 112   | François Lemarchand  | François Lemarchand |
| 2ª-2ª  | 2 maggio  | Boulogne-sur-Mer > Boulogne-sur-Mer (cron. individuale) | 12,7  | Thierry Marie        | Stephen Roche       |
| 3ª     | 3 maggio  | Boulogne-sur-Mer > San Quintino                         | 213   | Jean-Paul van Poppel | Stephen Roche       |
| 4ª     | 4 maggio  | San Quintino > Armentières                              | 171   | Jelle Nijdam         | Stephen Roche       |
| 5ª-1ª  | 5 maggio  | Oxelaëre > Cassel (cron. individuale)                   | 4,2   | Jelle Nijdam         | Stephen Roche       |
| 5ª-2ª  | 5 maggio  | Cassel > Cassel                                         | 105   | Thierry Marie        | Stephen Roche       |
| 6ª     | 6 maggio  | Gravelines > Dunkerque                                  | 170,8 | Jean-Paul van Poppel | Stephen Roche       |
| Totale | Totale    | Totale                                                  | 956   |                      |                     |

## Dettagli delle tappe

### 1ª tappa
- 1º maggio: Dunkerque > Dunkerque – 167,6 km

| Pos. | Corridore        | Squadra   | Tempo    |
| ---- | ---------------- | --------- | -------- |
| 1    | Johan Museeuw    | Lotto     | 4h29'44" |
| 2    | Urs Freuler      | Panasonic | s.t.     |
| 3    | Vadim Chabalkine |           | s.t.     |

| Pos. | Corridore     | Squadra | Tempo |
| ---- | ------------- | ------- | ----- |
| 1    | Johan Museeuw | Lotto   |       |

### 2ª tappa - 1ª semitappa
- 2 maggio: Dunkerque > Boulogne-sur-Mer – 112 km

| Pos. | Corridore           | Squadra      | Tempo    |
| ---- | ------------------- | ------------ | -------- |
| 1    | François Lemarchand | Z            | 2h32'30" |
| 2    | Stephen Roche       | Histor-Sigma | a 1"     |
| 3    | Bruno Cornillet     | Z            | a 1'24"  |

| Pos. | Corridore           | Squadra | Tempo |
| ---- | ------------------- | ------- | ----- |
| 1    | François Lemarchand | Z       |       |

### 2ª tappa - 2ª semitappa
- 2 maggio: Boulogne-sur-Mer > Boulogne-sur-Mer (cron. individuale) – 12,7 km

| Pos. | Corridore               | Squadra   | Tempo  |
| ---- | ----------------------- | --------- | ------ |
| 1    | Thierry Marie           | Castorama | 17'15" |
| 2    | Christophe Lavainne     | Castorama | a 16"  |
| 3    | Gilbert Duclos-Lassalle | Z         | a 32"  |

| Pos. | Corridore     | Squadra      | Tempo |
| ---- | ------------- | ------------ | ----- |
| 1    | Stephen Roche | Histor-Sigma |       |

### 3ª tappa
- 3 maggio: Boulogne-sur-Mer > San Quintino – 213 km

| Pos. | Corridore            | Squadra   | Tempo    |
| ---- | -------------------- | --------- | -------- |
| 1    | Jean-Paul van Poppel | Panasonic | 5h51'27" |
| 2    | Eric Vanderaerden    | Buckler   | s.t.     |
| 3    | Johan Museeuw        | Lotto     | s.t.     |

| Pos. | Corridore     | Squadra      | Tempo |
| ---- | ------------- | ------------ | ----- |
| 1    | Stephen Roche | Histor-Sigma |       |

### 4ª tappa
- 4 maggio: San Quintino > Armentières – 171 km

| Pos. | Corridore    | Squadra  | Tempo    |
| ---- | ------------ | -------- | -------- |
| 1    | Jelle Nijdam | Buckler  | 3h59'57" |
| 2    | Per Pedersen | R.M.O.   | a 3"     |
| 3    | Eddy Schurer | TVM-Yoko | a 5"     |

| Pos. | Corridore     | Squadra      | Tempo |
| ---- | ------------- | ------------ | ----- |
| 1    | Stephen Roche | Histor-Sigma |       |

### 5ª tappa - 1ª semitappa
- 5 maggio: Oxelaëre > Cassel (cron. individuale) – 4,2 km

| Pos. | Corridore     | Squadra      | Tempo |
| ---- | ------------- | ------------ | ----- |
| 1    | Jelle Nijdam  | Buckler      | 6'46" |
| 2    | Thierry Marie | Castorama    | s.t.  |
| 3    | Stephen Roche | Histor-Sigma | a 8"  |

| Pos. | Corridore     | Squadra      | Tempo |
| ---- | ------------- | ------------ | ----- |
| 1    | Stephen Roche | Histor-Sigma |       |

### 5ª tappa - 2ª semitappa
- 5 maggio: Cassel > Cassel – 105 km

| Pos. | Corridore       | Squadra   | Tempo    |
| ---- | --------------- | --------- | -------- |
| 1    | Thierry Marie   | Castorama | 2h36'08" |
| 2    | Thierry Laurent | R.M.O.    | a 3"     |
| 3    | Bruno Cornillet | Z         | s.t.     |

| Pos. | Corridore     | Squadra      | Tempo |
| ---- | ------------- | ------------ | ----- |
| 1    | Stephen Roche | Histor-Sigma |       |

### 6ª tappa
- 6 maggio: Gravelines > Dunkerque – 170,8 km

| Pos. | Corridore            | Squadra   | Tempo    |
| ---- | -------------------- | --------- | -------- |
| 1    | Jean-Paul van Poppel | Panasonic | 3h56'23" |
| 2    | Jelle Nijdam         | Buckler   | s.t.     |
| 3    | Eric Vanderaerden    | Buckler   | s.t.     |

| Pos. | Corridore           | Squadra      | Tempo     |
| ---- | ------------------- | ------------ | --------- |
| 1    | Stephen Roche       | Histor-Sigma | 23h51'49" |
| 2    | François Lemarchand | Z            | a 19"     |
| 3    | Thierry Marie       | Castorama    | a 1'43"   |

## Classifiche finali

### Classifica generale
| Pos. | Corridore               | Squadra             | Tempo     |
| ---- | ----------------------- | ------------------- | --------- |
| 1    | Stephen Roche           | Histor-Sigma        | 23h51'49" |
| 2    | François Lemarchand     | Z                   | a 19"     |
| 3    | Thierry Marie           | Castorama           | a 1'43"   |
| 4    | Bruno Cornillet         | Z                   | a 2'31"   |
| 5    | Johan Museeuw           | Lotto-Superclub     | a 2'35"   |
| 6    | Christophe Lavainne     | Castorama           | a 2'38"   |
| 7    | Gilbert Duclos-Lassalle | Z                   | a 2'40"   |
| 8    | Allan Peiper            | Panasonic-Sportlife | a 3'14"   |
| 9    | Per Pedersen            | R.M.O.              | a 3'22"   |
| 10   | Eddy Schurer            | TVM-Yoko            | a 3'56"   |